# Пєтуховський район
Пєтуховський район (рос. Петуховский район) — адміністративно-територіальна одиниця Курганської області Російської Федерації. У системі місцевого самоврядування району відповідає муніципальне утворення Пєтуховський округ (рос. Петуховский округ).
Адміністративний центр — місто Пєтухово.

## Населення
Населення району становить 16267 осіб (2021; 20493 у 2010, 24253 у 2002).

## Історія
Пєтуховський район у складі Ішимського округу Уральської області був утворений 3 листопада 1923 року. До його складу увійшли 23 сільради: Актабанська, Богдановичеська, Великоприютинська, Горбунешинська, Гусинівська, Жидківська, Каменська, Каравашенська, Кривинська, Малоприютинська, Матасинська, Новоільїнська, Новогеоргієвська, Новомихайловська, Орловська, Песьянська, Пєтуховська, Ринківська, Староберезовська, Тепло-Дубровинська, Троїцька, Утчанська та Юдино-Вознесенська.
15 вересня 1926 року село Вознесенка передане в межу села Юдіно, відповідно Юдіно-Вознесенська сільрада перейменована на Юдінську. 2 жовтня 1942 року ліквідовано Юдінську сільраду. 7 грудня 1934 року район увійшов до складу Челябінської області, 6 лютого 1943 року — до складу Курганської області.
У 2004 році на території району утворено муніципальні утворення: Пєтуховський муніципальний район, Пєтуховське міське поселення і сільські поселення. 20 вересня 2018 року були ліквідовані Троїцька сільська рада (територія приєднана до складу Пєтуховської сільської ради) та Великокаменська сільська рада (територія приєднана до складу Актабанської сільської ради).
12 травня 2021 року муніципальний район перетворено на Пєтуховський муніципальний округ, при цьому всі сільради і відповідні поселення були ліквідовані.
| Рада                                         | Площа, км² | Населення, осіб (2002) | Населення, осіб (2010) | Населення, осіб (2021) | Населені пункти                                                                                  |
| -------------------------------------------- | ---------- | ---------------------- | ---------------------- | ---------------------- | ------------------------------------------------------------------------------------------------ |
| Пєтуховська міська рада                      | 40,76      | 12661                  | 11292                  | 9916                   | місто Пєтухово                                                                                   |
| Актабанська сільська рада                    | 499,85     | 961                    | 645                    | 484                    | село Актабан, присілки Орлово, Песьяне; село Велике Каменне,присілок Нова Леб'яжка (з 2018 року) |
| Великогусинівська сільська рада              | 108,74     | 415                    | 340                    | 230                    | село Велике Гусине                                                                               |
| Великокаменська сільська рада (до 2018 року) | 191,53     | 407                    | 193                    | -                      | село Велике Каменне,присілок Нова Леб'яжка                                                       |
| Жидківська сільська рада                     | 127,72     | 432                    | 342                    | 195                    | село Жидки, присілок Бердюжка                                                                    |
| Зотінська сільська рада                      | 154,08     | 628                    | 483                    | 349                    | села Горбунешне, Зотіно                                                                          |
| Курортна сільська рада                       | 135,71     | 938                    | 841                    | 627                    | село Утчанське, селище Курорт «Озеро Медвеже»                                                    |
| Матасинська сільська рада                    | 107,27     | 680                    | 528                    | 302                    | село Матаси, селище Горбуново                                                                    |
| Новоберезовська сільська рада                | 135,41     | 774                    | 623                    | 439                    | село Новоберезово, присілки Вишньовка, П'янково                                                  |
| Новогеоргієвська сільська рада               | 269,83     | 897                    | 682                    | 472                    | село Новогеоргієвка 2-а, присілки Вороб'ї, Золотовка                                             |
| Новоільїнська сільська рада                  | 82,66      | 405                    | 318                    | 240                    | село Нове Ільїнське                                                                              |
| Октябрська сільська рада                     | 116,82     | 1054                   | 943                    | 791                    | село Октябрське, присілок Первомайська                                                           |
| Пашковська сільська рада                     | 165,33     | 835                    | 627                    | 414                    | село Пашково, присілок Буранне                                                                   |
| Петуховська сільська рада                    | 215,89     | 460                    | 460                    | 569                    | село Петухово; село Троїцьке, присілок Казанцевське (з 2018 року)                                |
| Приютинська сільська рада                    | 174,26     | 609                    | 492                    | 303                    | село Велике Приютне, присілки Мале Приютне, Підувальна                                           |
| Ринківська сільська рада                     | 226,60     | 799                    | 600                    | 375                    | село Ринки, присілки Новогеоргієвка 1-а, Староберезово                                           |
| Стрілецька сільська рада                     | 211,54     | 855                    | 737                    | 561                    | села Богдани, Стрільці, присілок Теплодубровне                                                   |
| Троїцька сільська рада (до 2018 року)        | 100,25     | 443                    | 347                    | -                      | село Троїцьке, присілок Казанцевське                                                             |

## Найбільші населені пункти
| №  | Населений пункт                | Населення, осіб (2002) | Населення, осіб (2010) |
| -- | ------------------------------ | ---------------------- | ---------------------- |
| 1  | Актабан, село                  | 739                    | 574                    |
| 2  | Бердюжка, присілок             | 0                      | 0                      |
| 3  | Богдани, село                  | 203                    | 138                    |
| 4  | Буранне, присілок              | 127                    | 79                     |
| 5  | Велике Гусине, село            | 415                    | 340                    |
| 6  | Велике Каменне, село           | 319                    | 162                    |
| 7  | Велике Приютне, село           | 404                    | 331                    |
| 8  | Вишньовка, присілок            | 117                    | 82                     |
| 9  | Вороб'ї, присілок              | 165                    | 81                     |
| 10 | Горбунешне, село               | 162                    | 103                    |
| 11 | Горбуново, селище              | 316                    | 218                    |
| 12 | Жидки, село                    | 432                    | 342                    |
| 13 | Золотовка, присілок            | 93                     | 88                     |
| 14 | Зотіно, село                   | 466                    | 380                    |
| 15 | Казанцевське, присілок         | 119                    | 96                     |
| 16 | Курорт «Озеро Медвеже», селище | 825                    | 780                    |
| 17 | Мале Приютне, присілок         | 70                     | 55                     |
| 18 | Матаси, село                   | 364                    | 310                    |
| 19 | Нова Леб'яжка, присілок        | 88                     | 31                     |
| 20 | Нове Ільїнське, село           | 405                    | 318                    |
| 21 | Новоберезово, село             | 517                    | 485                    |
| 22 | Новогеоргієвка 1-а, присілок   | 89                     | 66                     |
| 23 | Новогеоргієвка 2-а, село       | 639                    | 513                    |
| 24 | Октябрське, село               | 1014                   | 909                    |
| 25 | Орлово, присілок               | 80                     | 14                     |
| 26 | Пашково, село                  | 708                    | 548                    |
| 27 | Первомайська, присілок         | 40                     | 34                     |
| 28 | Песьяне, присілок              | 142                    | 57                     |
| 29 | Пєтухово, місто                | 12661                  | 11292                  |
| 30 | Петухово, село                 | 460                    | 460                    |
| 31 | Підувальна, присілок           | 135                    | 106                    |
| 32 | П'янково, присілок             | 140                    | 56                     |
| 33 | Ринки, село                    | 606                    | 482                    |
| 34 | Староберезово, присілок        | 104                    | 52                     |
| 35 | Стрільці, село                 | 582                    | 532                    |
| 36 | Теплодубровне, присілок        | 70                     | 67                     |
| 37 | Троїцьке, село                 | 324                    | 251                    |
| 38 | Утчанське, село                | 113                    | 61                     |